# Euthalia eva
Euthalia eva är en fjärilsart som beskrevs av Felder 1867. Euthalia eva ingår i släktet Euthalia och familjen praktfjärilar. Inga underarter finns listade i Catalogue of Life.